# 國際旅館金鑰匙協會
國際旅館金鑰匙協會（Union Internationale des Concierge d'Hôtels "Les Clefs d'Or"，縮寫 UICH Les Clefs d'Or），為旅館大廳服務人員的協會，其所頒發的金鑰匙徽章為旅館大廳服務人員的最高榮譽。要得到金鑰匙徽章的條件有至少三年的旅館服務中心主任或副主管資歷、三種以上的語言能力以及兩位國際旅館金鑰匙協會正式會員的推薦。

## 歷史
國際旅館金鑰匙組織的創立，源自於講究精緻服務與品質的歐洲，目前已有86年歷史。1929年，由大使飯店（Hôtel Ambassador）的皮耶‧昆汀（Pierre Quentin）於法國首都巴黎市所發起創辦。一開始為城市組織，1952年發展為歐洲金鑰匙組織，1972年才正式成立了國際飯店金鑰匙組織。目前為止，國際旅館金鑰匙組織共有45個會員國，約4,500名會員。

## 入會資格
要加入金鑰匙協會會員條件相當嚴苛，申請入會的人需具備五年以上的飯店旅館大廳工作經驗，其中需至少有二年必須至少擔任禮賓部副主管職位以上；同時，除專業知識、職能素養外，需精通2～3種語言；並需有兩位正式會員推薦，經評核後才能入會。

## 金鑰匙獎
而Les Clefs d'Or的發起國—法國，為了傳承金鑰匙的優良精神及鼓勵年輕Les Clefs d'Or的在職培訓與進修，自2008年起，國際旅館金鑰匙組織於每年國際年會固定頒發金鑰匙獎（Andy Poncgo Award）。
首先，獲選參與此獎項角逐的候選人，必須先經過特定的嚴格篩選條件，例如：具備正式金鑰匙會員身份，35歲以下，能以流利英語溝通，而禮賓部主管（Chief Concierge）的推薦提名亦為必要且關鍵的步驟。通過初步篩選的金鑰匙，必須再通過兩項考試：（一）通識測驗：主要測試內容以地理與旅館之相關知識及國際旅館金鑰匙組織的歷史為主；（二）通過通識測驗的候選人最後必須通過與Andy Pongco執委會成員們的面試。最後將依據所有應試者的綜合測試成績，進行擇優頒獎。

## 分會
以下為有分會的國家與地區：（以英文名稱排序，後面的括弧為該分會創立年份－加入總會年份，另外打星號者為創始分會之一。）
- 阿根廷（2005年－2008年）
- （1979年－1981年）
- 奥地利（1954年－1954年）
- 比利时（1937年）*
- 巴西（1980年－1991年）
- 加拿大（1975年－1976年）
- 中国（1995年－1997年）
- 中華臺北（2001年－2002年）
- 捷克（1991年－1991年）
- 丹麦（1937年）*
- 芬兰（1980年－1980年）
- 法國（1929年）*
- 德国（1952年）*
- 英国（1952年）*
- 希腊（1965年－1965年）
- 荷蘭（1954年－1957年）
- 香港（1982年－1982年）
- 匈牙利（1983年－1985年）
- 爱尔兰（1957年－？）
- 以色列（1970年－1972年）
- 義大利（1949年）*
- 日本（1992年－1997年）
- （1994年－2006年）
- 盧森堡（？－？）
- 马来西亚（？－？）
- 墨西哥（1996年－1997年）
- 摩洛哥（？－？）
- 新西兰（1994年－1995年）
- 挪威（1956年－1956年）
- 菲律賓（？－？）
- 葡萄牙（1971年－1972年）
- 羅馬尼亞（？－？）
- 俄羅斯（1999年－2001年）
- 新加坡（1980年－1986年）
- 西班牙（？－？）
- 瑞士（1952年）*
- 泰國（1992年－2005年）
- 土耳其（2000年－2002年）
- 美国（1972年－1978年）

### 腳註
1. ↑  〈U辭典－金鑰匙認證〉，U-Paper（聯合報系捷運報），2007年8月24日，第10版。

### 其他
- 姚舜 (2015)，《法國總部授證 台灣飯店再增4把「金鑰匙」》，中時電子報 （页面存档备份，存于）
- 台灣觀光協會(2015))。飯店業界再添4把「金鑰匙」。台灣觀光雙月刊。
- 旅遊中心／綜合報導(2018)，《台灣之光！林棋凡博士獲頒國際旅館金鑰匙組織榮譽勳章》，ETtoday 旅遊雲，ETtoday旅遊新聞(旅遊) （页面存档备份，存于）

## 外部連結
- 國際旅館金鑰匙協會 （页面存档备份，存于）